# Накамура, Хикару (мангака)
Хикару Накамура (яп. 中村 光 Накамура Хикару, р. 21 апреля 1984 г.) — мангака, работающая в области манги для мужчин (сэйнэн) и известная благодаря Saint Onii-san (номинировалась на премию на Международном фестивале в Ангулеме) и Arakawa Under the Bridge.
На мангаку повлияли Акира Торияма, Лэйдзи Мацумото, Кадзухиро Фудзита, Кайдзи Кавагути.

## Карьера
В старших классах Накамура начала посылать работы в Shonen Gangan, журнал манги компании Square Enix. Изначально рисовала серьезную мангу, но после третьей попытки перешла на комедию. Накамура дебютировала в журнале манги Gangan WING в 2001 году с работой Kairi no Tao (яп. 海里の陶), а в 2002 издательством Square Enix была опубликована её коллекция коротких комедийных историй Nakamura Koubou (яп. 中村工房). С 2004 года её сериал Arakawa Under the Bridge публикуется в журнале Young GanGan того же издательства. Затем с ней связался представитель издательства Kodansha и предложил нарисовать нечто похожее на Chinmoku no Kantai известного автора Кайдзи Кавагути. Так появилась Saint Onii-san, выходящая с 2007 года в журнале Morning 2.
В 2011 году брала перерыв из-за рождения ребёнка. Выпуск её работ был остановлен с 2011 по 2012 год.
В том же году в журнале Nikkei Entertainment был опубликован рейтинг наиболее коммерчески успешных мангак современности. Накамура заняла в рейтинге девятое место.

## Работы
- Nakamura Koubou (яп. 中村工房) (2002)[7]
- Arakawa Under the Bridge (яп. 荒川アンダー ザ ブリッジ) (2004—2015)[8]
- Saint Onii-san (яп. 聖☆おにいさん) (2006—н. в.)[9]